# Hyundai i10
O i10 é um modelo compacto da Hyundai.

## Segunda geração (2013-2019)

### Desempenho em testes de colisão
O Grand i10 recebeu da Latin NCAP 0 estrelas das 5 possíveis, na proteção de adulto, e 2 estrelas de proteção infantil em 2015.

## Galeria
- Primeira geração (2007-2017)
- Segunda geração (2013-2019)
- Terceria geração (2019-presente)